# الإبادة الجماعية لغزة
ترتكب إسرائيل جرائم إبادة جماعية ضد الشعب الفلسطيني في قطاع غزة أثناء حرب إسرائيل على الفلسطينيين 2023-الآن. وقد استشهد العديد من الباحثين، والمقرر الخاص للأمم المتحدة فرانشيسكا ألبانيز، بتصريحات أدلى بها مسؤولون إسرائيليون كبار، تظهر "نية تدمير" سكان غزة، وهو شرط ضروري لتحقيق الحد القانوني للإبادة الجماعية.
أقامت حكومة جنوب أفريقيا دعوى ضد إسرائيل في محكمة العدل الدولية، بدعوى الإبادة الجماعية. وفي حكم مؤقت وجدت محكمة العدل الدولية أن إسرائيل سعت في ظل نية معقولة لارتكاب أعمال الإبادة الجماعية، وأمرت إسرائيل بمراعاة التزاماتها بموجب اتفاقية الإبادة الجماعية من خلال اتخاذ جميع التدابير التي في حدود سلطتها لمنع ارتكاب هذه الأعمال، ومعاقبة التحريض على الإبادة الجماعية، والسماح بدخول الخدمات الإنسانية الأساسية إلى غزة. رفضت الحكومة الإسرائيلية قرار المحكمة واتهمت محكمة العدل الدولية بمعاداة السامية.
بحلول منتصف مارس/آذار 2024، قتلت القوات الإسرائيلية أكثر من 31,500 فلسطيني – واحد من كل 75 شخصًا في غزة – بمتوسط 195 حالة قتل يوميًا. وكان غالبية الضحايا من المدنيين، بما في ذلك أكثر من 25000 امرأة وطفل، وقرابة 122 صحفيًا. ويعتقد أن آلاف الجثث الأخرى ما زالت تحت أنقاض المباني المدمرة. وبحلول مارس/آذار 2024، قُتل 374 من العاملين في مجال الرعاية الصحية في غزة.

## الضحايا

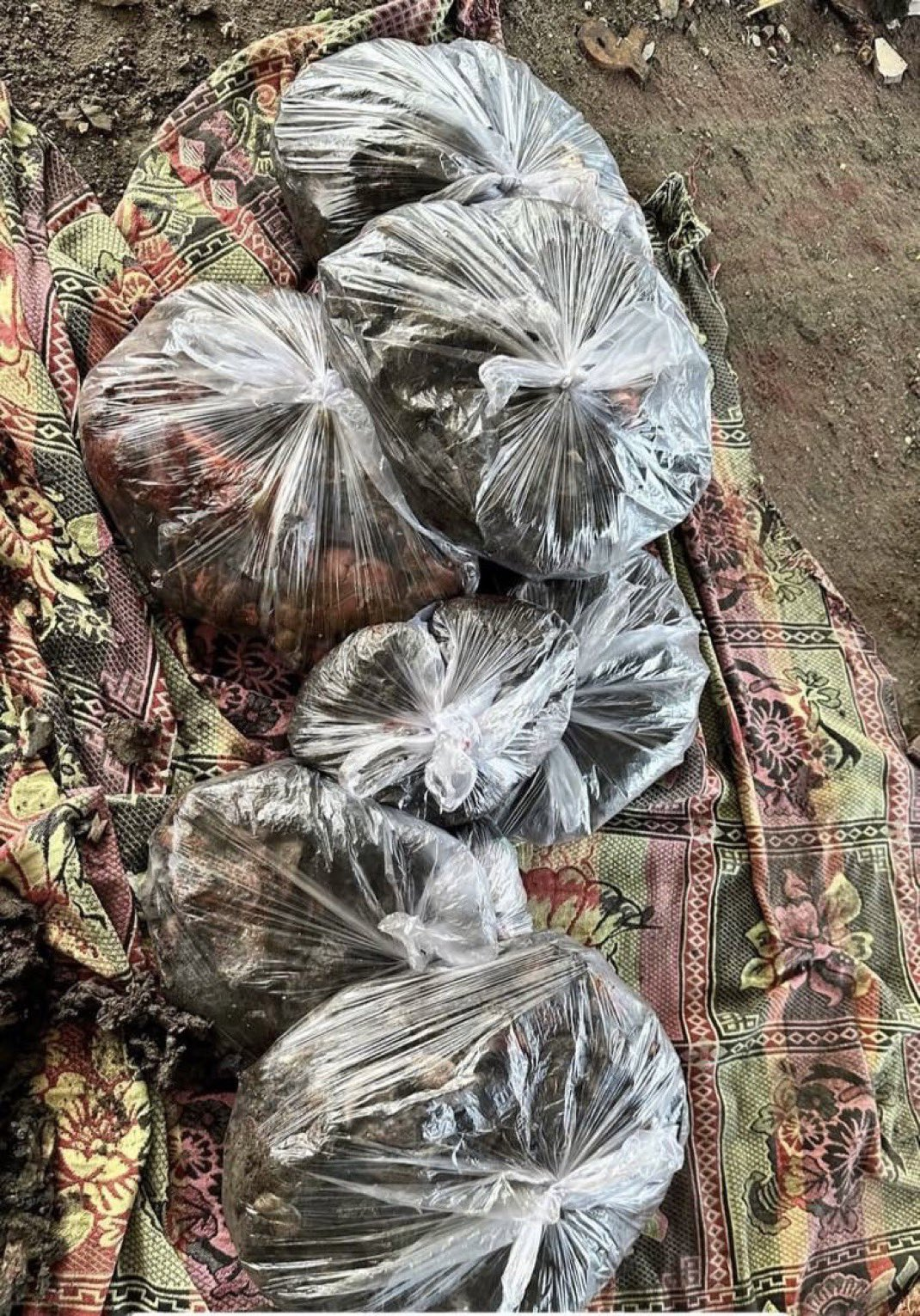
أكياس الجثث المتفحمة والمقطعة لضحايا مجزرة مدرسة التابعين

## أعمال الإبادة الجماعية

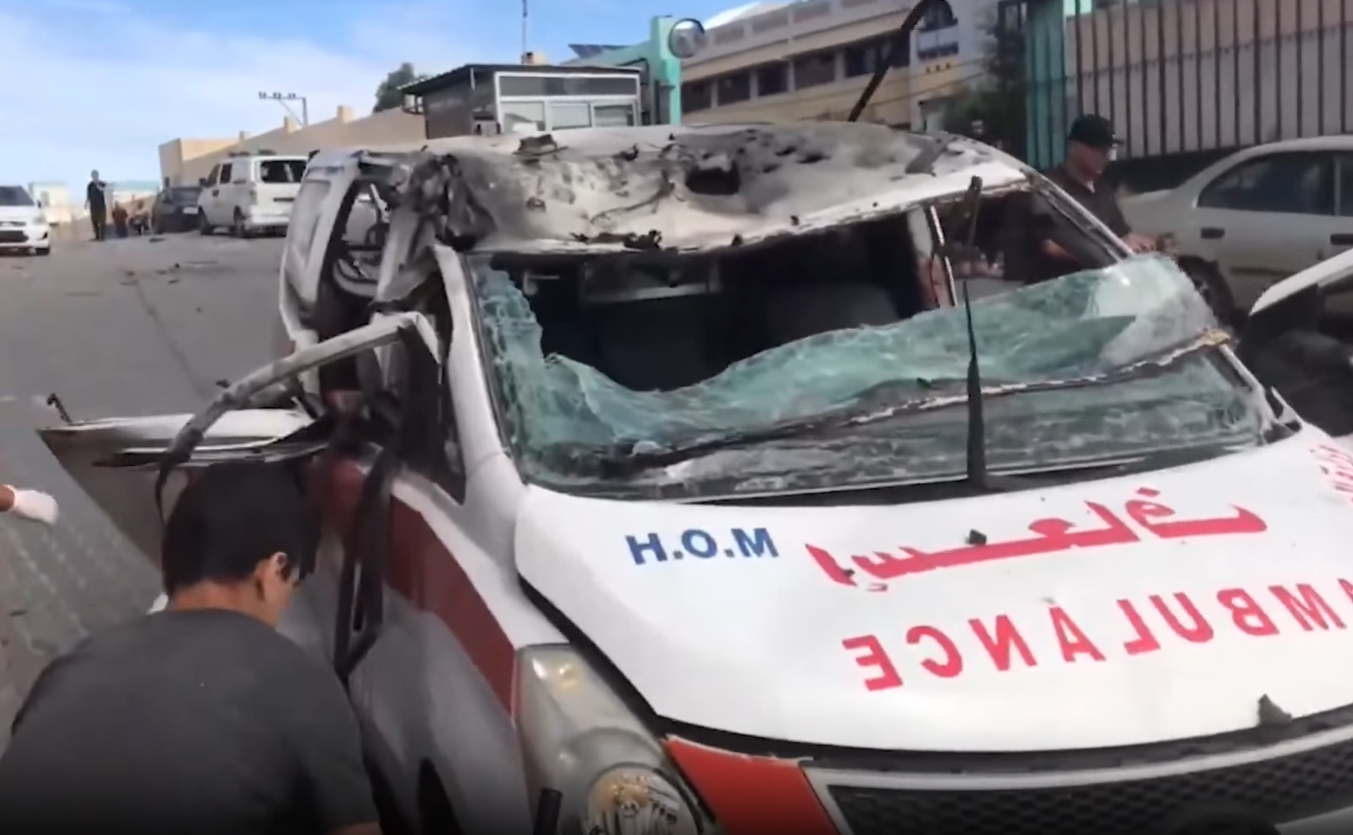
سيارة إسعاف تابعة لجمعية الهلال الأحمر الفلسطيني في خان يونس بقطاع غزة، بعد تعرضها لأضرار جسيمة جراء غارة جوية إسرائيلية.

منذ 7 أكتوبر 2023، اتُهم الجيش الإسرائيلي بالاعتقال والاحتجاز الجماعي العشوائي؛ القتل خارج نطاق القضاء للمعتقلين الفلسطينيين العزل، الأطباء، والعمال؛ التهديد بالتشويه، الموت، والحرق العمد، والاغتصاب؛ وتعذيب الفلسطينيين المعتقلين دون تهم قانونية. كما اتُهمت باستخدام القوة المفرطة ضد عشرات المدارس والمستشفيات؛ السرقة؛ التدنيس والتشويه القاسي وغير الضروري للفلسطينيين المتوفين؛ وعدم التمييز بين قوات حماس والمدنيين، أو عدم التمييز بشكل كافٍ. كما تمت الإشارة إلى استهداف وتدمير مجموعة متنوعة من المواقع الثقافية والتعليمية على أنها أعمال إبادة جماعية. وقد تم تسليط الضوء على استخدام الأسلحة غير التقليدية مثل الفسفور الأبيض باعتباره عملاً من أعمال الإبادة الجماعية. أثناء القتال، قامت القناة 14 بإحصاء كل القتلى الفلسطينيين، ووصفت جميع الضحايا الفلسطينيين بأنهم إرهابيون، في حين أن شمعون ريكلين، صحفي ومذيع القناة 14، دعا إسرائيل علنا إلى ارتكاب المزيد من جرائم الحرب.
في تشرين الثاني (نوفمبر) 2023، قام المؤرخ الإسرائيلي راز سيغال الدارس بتاريخ الإبادة الجماعية لليهود في أوروبا بتفصيل ثلاثة أعمال كان ينفذها الجيش الإسرائيلي وكانت بطبيعتها إبادة جماعية: أعمال القتل، وإلحاق الأذى الجسدي الجسيم، ووضع وتنفيذ إجراءات مصممة بشكل استراتيجي لتدمير الوجود الفلسطيني. وكدليل على ذلك، يتهم سيغال الجيش الإسرائيلي بالانخراط في حرب شاملة من خلال تدمير مساحات واسعة من غزة وفرض حصار صارم على السلع الأساسية.
في 26 فبراير/شباط 2024، أصدرت كل من هيومن رايتس ووتش ومنظمة العفو الدولية بيانات أعلنتا فيها أن إسرائيل فشلت في الامتثال لحكم محكمة العدل الدولية الصادر في 26 يناير/كانون الثاني بمنع الإبادة الجماعية من خلال منع دخول المساعدات إلى غزة. يشير كلا البيانين إلى الحصار المفروض على غزة منذ 16 عاما والذي اشتد منذ 9 أكتوبر. وخلص تقرير صادر عن منظمة اللاجئين الدولية إلى أن إسرائيل "أعاقت بشكل مستمر ودون أساس عمليات المساعدة داخل غزة". تقول المؤرخة ميلاني تانييليان إن الموت جوعا والمجاعة والحصار يجب أن تكون في المقدمة كأساليب الإبادة الجماعية إلى جانب القصف الجماعي. وهي تشير إلى نداء ديرك موزس بعدم تجاهل أشكال العنف الأقل إثارة في تدمير السكان، وتسلط الضوء على العديد من عمليات الإبادة الجماعية الأخرى حيث تم استخدام المجاعة والجوع كوسيلة للتدمير
في أكتوبر/تشرين الأول 2023، حذر برنامج الأغذية العالمي من تضاؤل الإمدادات الغذائية في غزة، وفي ديسمبر/كانون الأول، جنبًا إلى جنب مع الأمم المتحدة، أفاد أن أكثر من نصف سكان غزة "يتضورون جوعا"، وأن أكثر من تسعة من كل عشرة لا يأكلون كل يوم. و48 في المائة يعانون من "الجوع الشديد". وقال وزير الخارجية الفلسطيني رياض المالكي، خلال جلسة مجلس حقوق الإنسان بمناسبة مرور 75 عاما على صدور إعلان الأمم المتحدة لحقوق الإنسان، إن الاجتماع: "يتزامن مع معاناة ما لا يقل عن مليون فلسطيني في قطاع غزة، نصفهم من الأطفال، من الجوع بسبب استخدام إسرائيل المتعمد للتجويع كسلاح حرب ضد الشعب الذي تحتله". ووصف مسؤول إسرائيلي التهمة بأنها "تشهير بالدم" و"وهمية". وفي ديسمبر/كانون الأول 2023، وجدت هيومن رايتس ووتش بالمثل أن إسرائيل تستخدم المجاعة كسلاح حرب من خلال حرمانها عمدًا من الوصول إلى الغذاء والماء. في 16 يناير/كانون الثاني 2024، اتهم خبراء الأمم المتحدة إسرائيل بـ "تدمير النظام الغذائي في غزة واستخدام الغذاء كسلاح ضد الشعب الفلسطيني".
وقال أستاذ القانون ومقرر الأمم المتحدة الخاص المعني بالحق في الغذاء، مايكل فخري، إن إسرائيل "مذنبة" بارتكاب جريمة الإبادة الجماعية لأن "إسرائيل أعلنت نيتها تدمير الشعب الفلسطيني، كليا أو جزئيا، لمجرد كونه فلسطينيا". ولأن إسرائيل كانت تحرم الفلسطينيين من الغذاء عن طريق وقف المساعدات الإنسانية وتدمير "عمدا" "سفن الصيد الصغيرة والدفيئات والبساتين في غزة... لم نر قط سكانا مدنيين يُجبرون على الجوع بهذه السرعة وبمثل هذه السرعة الكاملة، وهذا هو الإجماع بين خبراء المجاعة، فإسرائيل لا تستهدف المدنيين فحسب، بل تحاول تدمير مستقبل الشعب الفلسطيني من خلال إيذاء أطفالهم. منذ صدور حكم محكمة العدل الدولية، انخفض عدد شاحنات المساعدات التي تسمح إسرائيل بدخولها إلى غزة بنسبة 40%. وفي استطلاع أجراه المعهد الإسرائيلي للديمقراطية على 510 مواطنين إسرائيليين في أوائل فبراير/شباط، أيد 68% من المشاركين منع دخول جميع المساعدات الدولية إلى غزة.
في مقابلة مع تلفزيون سفيريجيس، قال الصحفي والمؤلف الإسرائيلي جدعون ليفي، الذي كتب عن سياسة الاستيطان الإسرائيلية لصحيفة هآرتس لمدة 35 عاما، عن عمله كمراسل في فلسطين: "أنا أصفر في الظلام في إسرائيل لا أحد يريد أن يستمع أو يقرأ، لكنني لا أستطيع أن أتغير، على عكس الإسرائيليين الآخرين، أرى بأم عيني ما نفعله لأنني أغطي الاحتلال منذ ما يقرب من 35 عاما". إن الأمر يتعلق فقط بالجنود، وشجاعتهم، والرهائن، وعائلاتهم، والجنود الذين سقطوا موجود، وإذا تجرأت على إظهار التعاطف مع أولئك الذين يعانون في غزة، فأنت تعتبر خائنا".
حدد مارك ليفين وإليز سيمردجيان الدمار الشامل للبنية التحتية ضمن استراتيجية الضاحية التي نفذتها إسرائيل ضد غزة منذ عام 2006، حيث وصفها ليفين بأنها إبادة حضرية وأداة للإبادة الجماعية.

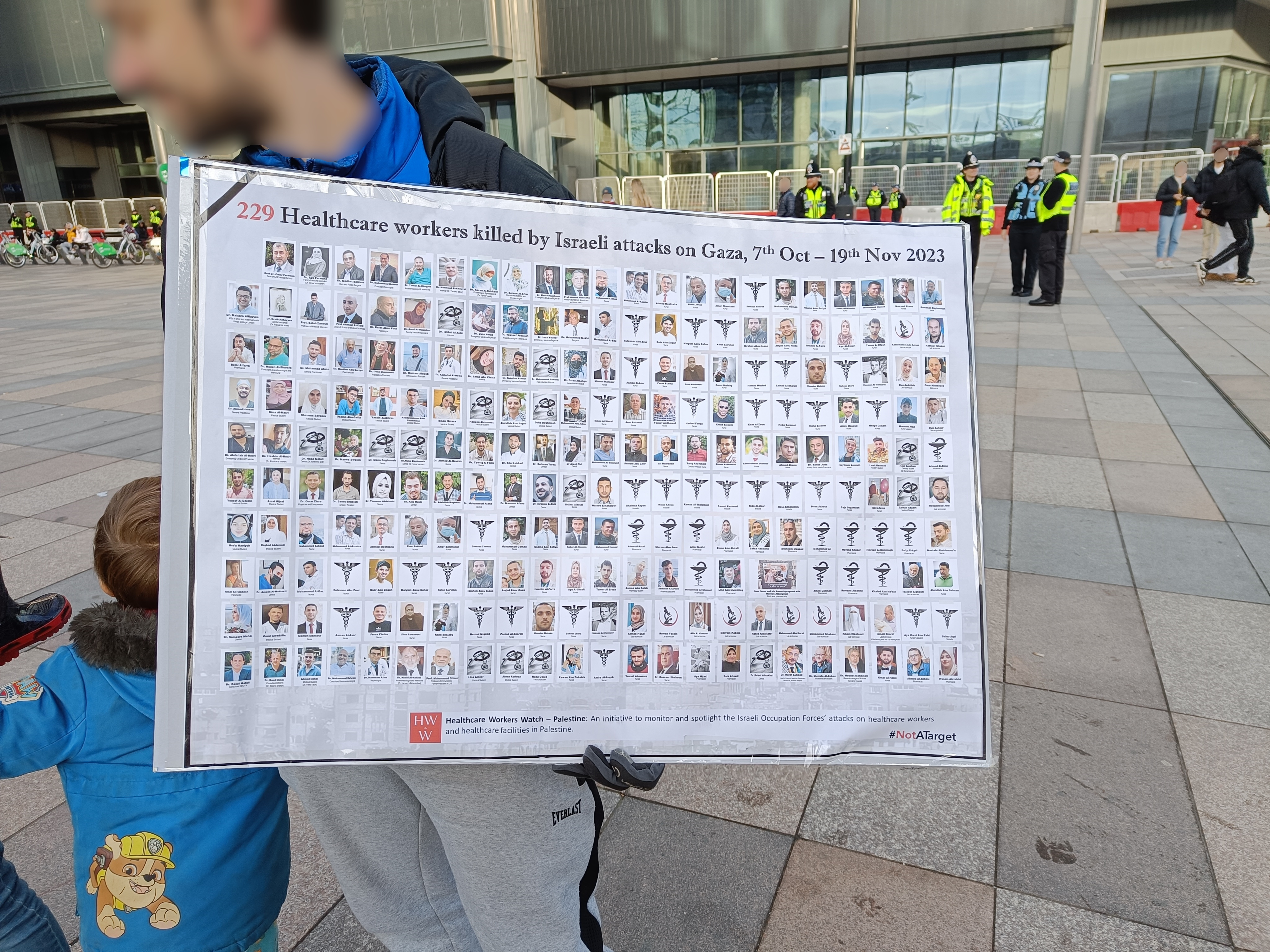
صور العاملين في مجال الرعاية الصحية في غزة الذين قتلوا في الهجمات الإسرائيلية، 25 نوفمبر 2023م.

في مقالات نُشرت في نوفمبر/تشرين الثاني في مجلة لانسيت، وفي فبراير/شباط 2024 في مجلة BMJ Global Health، شرح العديد من الأطباء بالتفصيل كيف أن استهداف البنية التحتية الصحية والعاملين في القطاع الطبي في غزة، إلى جانب خطاب مختلف السياسيين الإسرائيليين العلني عن الإبادة الجماعية، يرقى، في آرائهم المهنية، إلى مستوى الإبادة الجماعية. كما أيد علماء القانون هذا التقييم. واجه نظام الرعاية الصحية في غزة عدة أزمات إنسانية نتيجة للهجوم الإسرائيلي: واجهت المستشفيات نقصا في الوقود وبدأت في إغلاق أبوابها بحلول 23 أكتوبر/تشرين الأول بسبب نفاد الوقود. عندما انقطعت الكهرباء عن المستشفيات تمامًا، مات العديد من الأطفال الخدج في وحدات العناية المركزة لحديثي الولادة. وقتلت الغارات الجوية الإسرائيلية العديد من الطواقم الطبية، ودُمرت سيارات الإسعاف والمؤسسات الصحية والمقرات الطبية والمستشفيات. أفادت التقارير أن العشرات من سيارات الإسعاف والمرافق الطبية قد تضررت أو دمرت، بما في ذلك وفيات طاقم عمل. وفي أواخر أكتوبر/تشرين الأول، قالت وزارة الصحة في غزة إن نظام الرعاية الصحية "انهار تماما".
في 11 مارس 2024، وقعت 12 منظمة إسرائيلية لحقوق الإنسان على رسالة مفتوحة تتهم فيها إسرائيل بعدم الالتزام بحكم محكمة العدل الدولية لمنع الإبادة الجماعية من خلال تسهيل إيصال المساعدات الإنسانية.
أعدت خبيرة حقوق الإنسان التابعة للأمم المتحدة فرانشيسكا ألبانيز تقريرًا للأمم المتحدة جاء فيه أن هناك "أسباب معقولة للاعتقاد" بأن إسرائيل تنفذ إبادة جماعية في غزة، ودعت إلى فرض حظر عالمي على الأسلحة على هذا الأساس. وقالت إن أعمال الإبادة الجماعية شملت "قتل أعضاء الجماعة؛ وإلحاق أذى جسدي أو عقلي جسيم بأفراد الجماعة؛ وتعمد إخضاع الجماعة لظروف معيشية تهدف إلى تدميرها الجسدي كليًا أو جزئيًا"، وشدد على أن 70% من القتلى كانوا من النساء والأطفال، وأن إسرائيل فشلت في إثبات أن 30% من الرجال البالغين كانوا من مقاتلي حماس.
وفي أواخر مارس/آذار، أفادت التقارير أن إسرائيل حددت "مناطق قتل" غير محددة في غزة، حيث سيتم إطلاق النار على أي مدني بمجرد رؤيته.
وفي أبريل/نيسان، قال تلالينج موفوكينج، مقرر الأمم المتحدة الخاص المعني بالحق في الصحة، إن "تدمير مرافق الرعاية الصحية لا يزال يتصاعد إلى أبعاد لم يتم قياسها بشكل كامل بعد". وقالت موفوكينج إن إسرائيل لم ترد على المخاوف التي أثارتها بشأن الوضع، وأنها لم تتمكن من زيارة الأراضي الفلسطينية أو إسرائيل. لكنها قالت إنه من الواضح أن إسرائيل "تقتل وتسبب ضررا لا يمكن إصلاحه ضد المدنيين الفلسطينيين بقصفها"، مضيفة "إنهم أيضا يفرضون عن علم وقصد المجاعة وسوء التغذية والجفاف لفترات طويلة" ويتهمون إسرائيل بارتكاب "إبادة جماعية". وقال موفوكينج إن الوضع الحالي في غزة "يتعارض تماماً مع الحق في الصحة".

## تصريحات المنظمات السياسية والحكومات

### زعماء العالم وحكوماته
في أواخر عام 2023، أعرب العديد من القادة والمسؤولين العالميين عن وجهات نظرهم بشأن الصراع بين إسرائيل وغزة، ووصف الكثيرون تصرفات إسرائيل في غزة بأنها إبادة جماعية. وزير الخارجية الإيراني حسين أمير عبد اللهيان، وزير الخارجية الباكستاني جليل عباس جيلاني، طالبان، الرئيس الفلسطيني محمود عباس، الرئيس الفنزويلي نيكولاس مادورو، والمجتمعات الكردستانية وكان الاتحاد من بين الذين أدانوا تصرفات إسرائيل. بعد يوم من سحب كولومبيا سفيرها من إسرائيل، نشر الرئيس غوستافو بيترو على موقع إكس باللغة الإسبانية: "إنها تسمى إبادة جماعية، إنهم يفعلون ذلك لإخراج الشعب الفلسطيني من غزة والاستيلاء عليها. رئيس الدولة ومن ينفذ هذه الإبادة الجماعية مجرم ضد الإنسانية، ولا يمكن لحلفائهم أن يتحدثوا عن الديمقراطية". كما أدان زعماء من تركيا، والبرازيل، وسوريا تصرفات إسرائيل.
في يناير 2024، وصف رئيس ناميبيا هاكه جينجوب تصرفات إسرائيل في غزة بأنها "إبادة جماعية وشنيعة" وانتقد بشدة قرار ألمانيا دعم إسرائيل في قضية جنوب إفريقيا ضد إسرائيل، قائلا إن ألمانيا "ليس لديها القدرة على استخلاص الدروس من تاريخها المروع". بما في ذلك الإبادة الجماعية هيريرو وناما في جنوب غرب إفريقيا الألمانية.
في 9 فبراير 2024، قال وزير الخارجية التركي هاكان فيدان إن صمت المجتمع الدولي على تصرفات إسرائيل في غزة هو "تواطؤ في الإبادة الجماعية". ودعت وزارة الخارجية القطرية مجلس الأمن الدولي إلى "التحرك العاجل لمنع قوات الاحتلال الإسرائيلي من اجتياح رفح وارتكاب جرائم إبادة جماعية في" رفح. وفي 17 فبراير/شباط، قال رئيس مفوضية الاتحاد الإفريقي موسى فكي: "إن غزة تُباد بالكامل ويُحرم شعبها من جميع حقوقه. ونحن ندين العملية الإسرائيلية التي ليس لها مثيل في تاريخ الإنسانية". في 18 فبراير، قال الرئيس البرازيلي لويس إيناسيو لولا دا سيلفا : "ما يحدث في قطاع غزة مع الشعب الفلسطيني لم يحدث في أي مرحلة أخرى في التاريخ. في الواقع، سبق أن حدث بالفعل حين قرر هتلر أن يقتل اليهود." كما وصف لولا صراحة الأحداث في غزة بأنها إبادة جماعية، وليس حربًا.
في 29 فبراير 2024، أعلن الرئيس الكولومبي غوستافو بيترو أن بلاده ستتوقف عن استيراد الأسلحة الإسرائيلية في أعقاب مجزرة الطحين ووصف معاملة إسرائيل للفلسطينيين بأنها إبادة جماعية. في مارس/آذار 2024، قال جوزيب بوريل، كبير الدبلوماسيين في الاتحاد الأوروبي، لوزير الخارجية الأمريكي: "إن بقاء السكان في غزة على المحك اليوم".
في 18 مارس 2024، دعت حكومة قيرغيزستان إسرائيل والولايات المتحدة إلى وقف "الجنون والإبادة الجماعية" في غزة. وفي 26 مارس/آذار، قال ممثل باكستان في منظمة المؤتمر الإسلامي إن رغبة إسرائيل في "التوصل إلى حل نهائي للقضية الفلسطينية واضحة أمام الجميع، حيث أن قواتها تطوق رفح مثل النسور وتستمر استيلاءها على الأراضي بشكل مفترس بلا هوادة". وفي مايو 2024، دعت منظمة التعاون الإسلامي الدول الأعضاء إلى إنهاء "تصدير الأسلحة والذخائر التي يستخدمها جيشها لارتكاب جريمة الإبادة الجماعية في غزة". وقال رئيس جنوب إفريقيا سيريل رامافوسا : "حقيقة أن وفيات الفلسطينيين لا تأتي فقط نتيجة القصف والهجمات البرية، ولكن أيضا بسبب الأمراض والجوع، تشير إلى الحاجة لحماية حقهم في الحياة". في 31 مارس 2024، قال الرئيس الكوبي ميغيل دياز كانيل: "كوبا تطالب بوقف الإبادة الجماعية الآن".
في مايو 2024، وصفت مارجريتا روبلز، وزيرة الدفاع الإسبانية، الحرب الإسرائيلية بأنها "إبادة جماعية حقيقية".
في مقتطفات منشورة من كتاب له في نوفمبر 2024، دعا البابا فرنسيس المجتمع الدولي إلى التحقيق فيما إذا كانت الهجمات الإسرائيلية على غزة تشكل إبادة جماعية.

### الموظفون المدنيون والممثلون المنتخبون

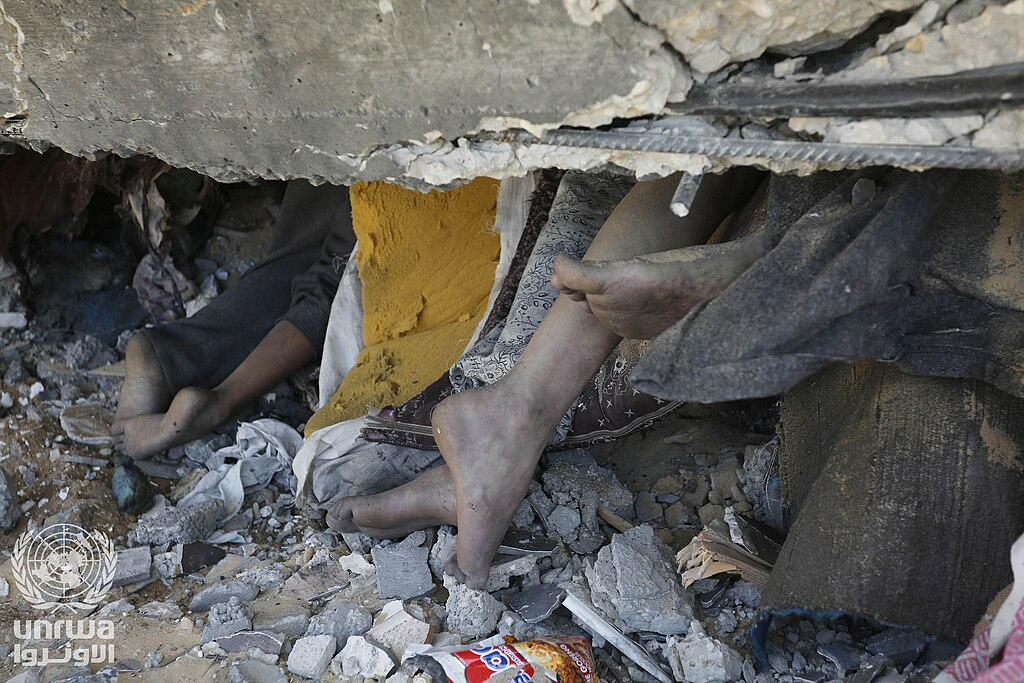
فلسطينيون تحت الأنقاض بعد غارة جوية إسرائيلية على منازل في قطاع غزة.

في 2 فبراير 2024، أفيد أن أكثر من 800 موظف حكومي من الولايات المتحدة والمملكة المتحدة والاتحاد الأوروبي، بما في ذلك العديد من كبار المسؤولين، وقعوا على رسالة مفتوحة تنتقد "الدعم العام والدبلوماسي والعسكري" الذي تقدمه حكوماتهم لإسرائيل. "يُمنحون دون شروط حقيقية أو مساءلة"، وحذروا من أن سياسات حكوماتهم بشأن غزة "تساهم في الانتهاكات الجسيمة للقانون الدولي، وجرائم الحرب، وحتى التطهير العرقي أو الإبادة الجماعية".
في 5 أبريل 2024، أصبحت إليزابيث وارن أول سيناتور من الولايات المتحدة، الحليف العسكري الأقرب لإسرائيل، تقول علنا أن الهجوم على غزة سيُحكم عليه قانونًا بأنه إبادة جماعية. ووفقا لمكتبها، كانت وارن تعبر عن تحليل قانوني وليس وجهة نظرها الشخصية. وقالت النائبة الأمريكية إلهان عمر إنها تخشى أن تكون حكومة الولايات المتحدة ومواطنيها "متواطئين في الإبادة الجماعية". في مايو 2024، أصبحت السيناتور فاطمة بيمان أول عضو في حزب العمال الأسترالي يصف تصرفات إسرائيل بأنها إبادة جماعية، قائلة: "هذه إبادة جماعية وعلينا أن نتوقف عن التظاهر بخلاف ذلك".

### المنظمات غير الحكومية والمنظمات الحكومية الدولية
- منظر جوي يُظهر الدمار في رفح بعد انسحاب القوات الإسرائيلية ومع سريان وقف إطلاق النار، قطاع غزة.
- أضرار إثر غارة جوية إسرائيلية على منطقة الرملة في مدينة غزة، 9 أكتوبر/تشرين الأول 2023م.
- تصاعد الدخان وألسنة اللهب بعد أن قصفت القوات الإسرائيلية برجًا شاهقًا في مدينة غزة.

بعد أن بدأت إسرائيل عمليتها العسكرية في غزة، أصدر كل من مرصد الإبادة الجماعية ومعهد ليمكين لمنع الإبادة الجماعية بيانات تحذر من خطر الإبادة الجماعية الوشيك. وفي ديسمبر/كانون الأول، قال معهد ليمكين إنه يعتبر تصرفات إسرائيل المستمرة بمثابة إبادة جماعية.
في 1 نوفمبر، اتهمت الحركة الدولية للدفاع عن الأطفال (DCI) الولايات المتحدة بالتواطؤ في "جريمة الإبادة الجماعية" التي ترتكبها إسرائيل. في 11 مارس 2024، تناولت الحركة المجاعة في قطاع غزة بالقول: "إن تجويع الأطفال هو السمة المميزة للإبادة الجماعية وخيار سياسي متعمد من قبل إسرائيل، بدعم من إدارة بايدن".
في 2 نوفمبر 2023، كتبت مجموعة من المقررين الخاصين للأمم المتحدة: "ما زلنا مقتنعين بأن الشعب الفلسطيني معرض لخطر الإبادة الجماعية." في 4 نوفمبر، قال مقرر الأمم المتحدة الخاص المعني بالحق في المياه وخدمات الصرف الصحي بيدرو أروجو إنه بناء على المادة 7 من نظام روما الأساسي، الذي يعتبر "الحرمان من الحصول على الغذاء أو الدواء، من بين أمور أخرى" شكلا من أشكال الإبادة، "حتى لو لم تكن هناك نية واضحة، تظهر البيانات أن الحرب تتجه نحو الإبادة الجماعية". رفعت ثلاث مجموعات حقوقية فلسطينية مؤسسة الحق والميزان، والمركز الفلسطيني لحقوق الإنسان دعوى قضائية أمام المحكمة الجنائية الدولية لحثها على التحقيق مع إسرائيل بتهمة الفصل العنصري والإبادة الجماعية وإصدار أوامر اعتقال للقادة الإسرائيليين.
وفي 16 نوفمبر، قالت مجموعة من خبراء الأمم المتحدة إن هناك "أدلة على تزايد التحريض على الإبادة الجماعية" ضد الفلسطينيين. وقال الصوت اليهودي من أجل السلام : "لقد أعلنت الحكومة الإسرائيلية حرب إبادة جماعية على شعب غزة. وباعتبارنا منظمة تعمل من أجل مستقبل يعيش فيه الفلسطينيون والإسرائيليون وجميع الناس في المساواة والحرية، فإننا ندعو جميع أصحاب الضمائر إلى وقف الإبادة الجماعية الوشيكة للفلسطينيين". في 13 ديسمبر/كانون الأول، قالت الفيدرالية الدولية لحقوق الإنسان إن ممارسات إسرائيل ضد الشعب الفلسطيني تشكل إبادة جماعية جارية.
ووثق المرصد الأورومتوسطي لحقوق الإنسان أدلة على عمليات إعدام ارتكبها الجيش الإسرائيلي. وقدمت الأدلة والوثائق إلى المحكمة الجنائية الدولية والمقرر الخاص للأمم المتحدة.
ردًا على تقرير تايمز أوف إسرائيل الصادر في 3 يناير 2024 والذي يفيد بأن الحكومة الإسرائيلية تجري محادثات مع الحكومة الكونغولية لاستقبال اللاجئين الفلسطينيين من غزة، قال المقرر الخاص للأمم المتحدة بالاكريشنان راجاجوبال: "إن النقل القسري لسكان غزة هو عمل من أعمال الإبادة الجماعية".
في 9 فبراير/شباط، قبل الهجوم العسكري الإسرائيلي المعلن على رفح، كتبت رئيسة منظمة العفو الدولية أنييس كالامار: "تكرر منظمة العفو الدولية التأكيد على أن الفلسطينيين في غزة معرضون بشدة لخطر الإبادة الجماعية. وعلى المجتمع الدولي التزام بالتحرك التحرك لمنع الإبادة الجماعية". في 26 مارس، قالت كالامار إن المجتمع الدولي "يجب أن يفي بالتزاماته بموجب اتفاقية الإبادة الجماعية وأن يتخذ تدابير ملموسة لحماية الفلسطينيين في غزة اليوم". وفي بيان بمناسبة يوم الأرض، كتب البرلمان العربي أن إسرائيل "تهدف إلى تدمير هوية شعب بأكمله".
في مايو 2024، قالت مقررة الأمم المتحدة الخاصة المعنية بالعنف ضد المرأة، ريم السالم، إن النساء الفلسطينيات "يعانين من إبادة جماعية كاملة. ويتم إبادتهن. وهناك أماكن قليلة في العالم شهدنا فيها شيئًا كهذا". ذكر بالاكريشنان راجاجوبال، المقرر الخاص للمفوضية السامية للأمم المتحدة لشؤون اللاجئين المعني بالسكن اللائق، أن تدمير إسرائيل لغزة "يشكل عملاً من أعمال الإبادة الجماعية أيضا لأن الغرض من هذا التدمير، الذي يتجاوز 70 إلى 80 بالمائة في جميع أنحاء غزة، هو جعل المكان غير صالح للسكن لسكان غزة".

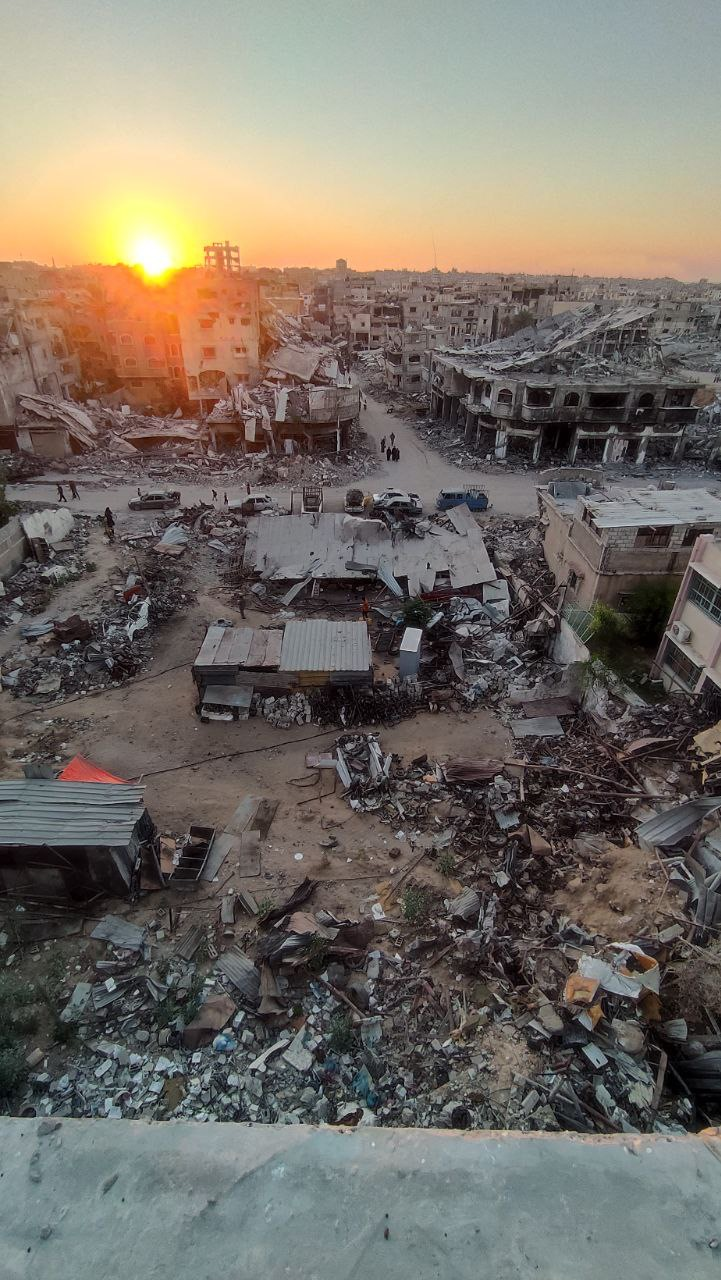
صورة تظهر حجم الدمار في غزة خلال الحرب، 3 يونيو 2024م.

في 28 يوليو 2025، نشرت منظمة بتسيلم الحقوقية الإسرائيلية تقريرًا بعنوان إبادتنا، يصف التقرير الأفعال الإسرائيلية في قطاع غزة بأنها إبادة جماعية بحق الفلسطينيين، واتهمت المنظمة أوروبا والولايات المتحدة بالمشاركة في امتداد هذه الإبادة الجماعية.

## الإجراءات القانونية

### المحكمة الجنائية الدولية
وفي عام 2021، أكدت الدائرة التمهيدية الأولى للمحكمة الجنائية الدولية أن المحكمة لها اختصاص في تحقيقاتها في فلسطين. في 12 أكتوبر/تشرين الأول 2023، أكد المدعي العام للمحكمة الجنائية الدولية، كريم أحمد خان، أن جرائم الحرب التي ارتكبها مواطنون إسرائيليون في غزة تقع ضمن نطاق التحقيق.

### دعوى المركز الأمريكي للحقوق الدستورية
في 13 نوفمبر 2023، رفع مركز الحقوق الدستورية دعوى قضائية ضد الرئيس الأمريكي جو بايدن، ووزير الخارجية أنتوني بلينكن، ووزير الدفاع لويد أوستن. تزعم الدعوى أن "عمليات القتل الجماعي" التي تقوم بها إسرائيل، واستهداف البنية التحتية المدنية، والطرد القسري ترقى إلى مستوى الإبادة الجماعية، حيث كتبت: "باعتبارنا أقرب حليف لإسرائيل وأقوى مؤيد لها، كونها أكبر مقدم للمساعدات العسكرية بفارق كبير". وبما أن إسرائيل هي أكبر متلق تراكمي للمساعدات الخارجية الأمريكية منذ الحرب العالمية الثانية، فإن الولايات المتحدة لديها الوسائل المتاحة ليكون لها تأثير رادع على المسؤولين الإسرائيليين الذين يرتكبون الآن أعمال الإبادة الجماعية ضد الشعب الفلسطيني في غزة. وأيد خبير الإبادة الجماعية وليام شاباس الدعوى القضائية، قائلا إنه يعتقد أن هناك "خطر جدي للإبادة الجماعية" وأن الولايات المتحدة "خرقت التزاماتها، بموجب اتفاقية الإبادة الجماعية لعام 1948 التي هي طرف فيها وكذلك القانون الدولي العرفي". لاستخدام موقع نفوذها لدى حكومة إسرائيل واتخاذ أفضل التدابير في حدود سلطتها لمنع وقوع الجريمة. في 16 نوفمبر، قدم العلماء فيكتوريا سانفورد، وباري تراختنبرغ، وجون كوكس إعلانًا لدعم الدعوى القضائية التي رفعها مركز الحقوق الدستورية. خلال القضية أمام المحكمة، شهد تراختنبرغ أن الولايات المتحدة يجب أن تتحرك وألا تكرر فشلها في اتخاذ موقف ضد العنف ضد اليهود في ألمانيا النازية الذي أدى إلى المحرقة.
رفض قاض فيدرالي قضية الدفاع عن الأطفال الدولية-فلسطين وآخرون ضد بايدن وآخرين في 31 يناير/كانون الثاني 2024، قائلًا إن الدستور يمنع محكمته من تحديد السياسة الخارجية، التي تقتصر على الفروع السياسية للحكومة الأمريكية، على الرغم من أنه كتب وأنه "كما وجدت محكمة العدل الدولية، فمن المعقول أن سلوك إسرائيل يرقى إلى مستوى الإبادة الجماعية". وعلق القاضي أيضًا بأنه كان يفضل إصدار الأمر القضائي، وحث بايدن على إعادة التفكير في السياسة الأمريكية، وكتب أن المحكمة "تناشد المتهمين فحص نتائج دعمهم الثابت للحصار العسكري ضد الفلسطينيين في غزة".

### طلب محكمة العدل الدولية
أقامت جنوب إفريقيا دعوى أمام محكمة العدل الدولية بموجب اتفاقية الإبادة الجماعية، التي وقعت عليها كل من إسرائيل وجنوب إفريقيا، متهمة إسرائيل بارتكاب جرائم إبادة جماعية، وجرائم حرب، وجرائم ضد الإنسانية ضد الفلسطينيين في غزة. وشبه رئيس جنوب إفريقيا سيريل رامافوزا تصرفات إسرائيل بالفصل العنصري. وقد قدمت جنوب إفريقيا الدعوى بموجب المادة التاسعة من الاتفاقية. وقد لاقت الدعوى دعما من العديد من منظمات حقوق الإنسان والمنظمات الدولية ودول أخرى
وفي طلب قدمته في 29 ديسمبر 2023، زعمت جنوب إفريقيا أن تصرفات إسرائيل "تعتبر ذات طابع إبادة جماعية لأنها تهدف إلى تدمير جزء كبير من المجموعة الوطنية والعنصرية والإثنية الفلسطينية". طلبت جنوب إفريقيا من محكمة العدل الدولية إصدار أمر قانوني على أساس مؤقت (أي قبل الاستماع إلى حيثيات الطلب) يطالب إسرائيل "بالتعليق الفوري لعملياتها العسكرية في غزة وضدها". قد يستغرق الفصل في موضوع القضية سنوات، ولكن يمكن إصدار مثل هذا الأمر في غضون أسابيع. وفي بيان لمحكمة العدل الدولية أثناء الإجراءات، قال سفير جنوب إفريقيا لدى هولندا إن الهجوم الحالي على غزة ليس حدثًا فرديًا، بل تصعيد "للفصل العنصري الإسرائيلي المستمر منذ 25 عاما، والاحتلال المستمر منذ 56 عاما، والحصار المستمر منذ 16 عاما على قطاع غزة".
تشير بلقيس جراح، مديرة العدالة الدولية المساعدة في هيومن رايتس ووتش، إلى أن قضية محكمة العدل الدولية ليست محاكمة أفراد، ولا تشمل المحكمة الجنائية الدولية، وهي هيئة منفصلة. وقالت إن القضية تمثل فرصة "لتقديم إجابات واضحة وقاطعة على سؤال ما إذا كانت إسرائيل ترتكب إبادة جماعية ضد الشعب الفلسطيني".
في 6 مارس/آذار 2024، طلبت جنوب إفريقيا من محكمة العدل الدولية أن تأمر باتخاذ إجراءات إضافية ضد إسرائيل لأن سكان غزة يواجهون مجاعة جماعية.

#### الرد الإسرائيلي
رفض المتحدث باسم الحكومة الإسرائيلية ، إيلون ليفي، هذه المزاعم "باشمئزاز"  واتهم جنوب أفريقيا بالتعاون مع حماس، واصفًا ادعاءات جنوب إفريقيا بـ "فرية الدم" التي تحرض "الورثة المعاصرين للنازيين ". في 2 يناير/كانون الثاني 2024، قررت إسرائيل المثول أمام محكمة العدل الدولية ردا على قضية جنوب إفريقيا، على الرغم من تاريخها الحافل بتجاهل المحاكم الدولية. وفي 13 كانون الثاني (يناير)، قال نتنياهو: "لن يوقفنا أحد. لا لاهاي، ولا محور الشر، لا أحد".
وقد وجدت تصرفات جنوب إفريقيا دعما من بعض السياسيين الإسرائيليين، بما في ذلك عوفر كاسيف.

### حكم محكمة العدل الدولية
في 26 يناير/كانون الثاني 2024، أصدرت محكمة العدل الدولية حكما أوليا مفاده أن الادعاءات الواردة في ملف جنوب إفريقيا "معقولة" وأصدرت أمرا إلى إسرائيل يطالبها باتخاذ جميع التدابير التي في وسعها لمنع أعمال الإبادة الجماعية، ولمنع التحريض على الإبادة الجماعية والمعاقبة عليه والسماح بدخول الخدمات الإنسانية الأساسية إلى غزة.

### إجراءات الاحتلال
وفي التبعات القانونية الناشئة عن سياسات وممارسات إسرائيل في الأراضي الفلسطينية المحتلة بما فيها القدس الشرقية، قالت قطر: "إن حرب الإبادة الجماعية التي تشنها إسرائيل على شعب غزة أظهرت أن الوضع في فلسطين هو التهديد الأكثر إلحاحًا للسلام والأمن الدوليين".

### الدعوى الألمانية
في فبراير 2024، قدم المحامون الذين يمثلون الفلسطينيين في ألمانيا شكوى جنائية ضد العديد من كبار السياسيين، بما في ذلك المستشار أولاف شولتس، ووزيرة الخارجية أنالينا بيربوك، ووزير الاقتصاد روبرت هابيك، ووزير المالية كريستيان ليندنر، بتهمة "المساعدة والتحريض" على الإبادة الجماعية في غزة.

### نيكاراغوا ضد ألمانيا
في 1 مارس 2024، بدأت نيكاراغوا إجراءات ضد ألمانيا في محكمة العدل الدولية بموجب اتفاقية الإبادة الجماعية فيما يتعلق بدعم ألمانيا لإسرائيل في الحرب. وطلبت الإشارة إلى تدابير حماية مؤقتة، بما في ذلك استئناف التمويل الألماني المعلق للأونروا ووقف الإمدادات العسكرية لإسرائيل.

### الإجراءات القانونية الأسترالية
في مارس 2024، قدمت شركة "بيرشجروف" القانونية ومقرها سيدني بدعم أكثر من 100 محامي أسترالي رئيس الوزراء الأسترالي أنتوني ألبانيز ووزير الخارجية بيني وونغ وزعيم المعارضة بيتر داتون وآخرين إلى المحكمة الجنائية الدولية باعتبارهم شركاء في الإبادة الجماعية وجرائم الحرب والجرائم ضد الإنسانية، مستشهدة بوقف تمويل الأونروا. وتقديم المساعدات العسكرية و"الدعم السياسي المطلق" لإسرائيل خلال الحرب.